# Joeropsis coralicola
Joeropsis coralicola là một loài chân đều trong họ Joeropsididae. Loài này được Schultz & McCloskey miêu tả khoa học năm 1967.